# کوه دولنگ-دولنگ
کوه دولنگ-دولنگ (به لاتین: Mount Dulang-dulang) یک کوه در فیلیپین است. کوه دولنگ-دولنگ ۲٬۹۴۱ متر بالاتر از سطح دریا واقع شده‌است.